# Пресвитерий (пресвитерианство)
Пресвитерий (англ. presbytery) — орган регионального управления в пресвитерианской церкви. В состав пресвитерий входят пасторы и авторитетные миряне, делегируемые советами приходских церквей, находящимися на территории данной пресвитерии. Коллегиальный принцип управления и участие светских лиц являются главным отличием пресвитерианской церковной организации от епископата католической, лютеранской и англиканской церквей.
Основателем пресвитерианской организации церкви считается Эндрю Мелвилл, шотландский религиозный реформатор середины XVI века. Впервые решение о создании пресвитерий было принято шотландским парламентом в 1578 г. Однако против ликвидации епископата последовательно выступали короли Шотландии. В результате борьба между сторонниками пресвитерианской и епископальной модели устройства шотландской церкви продолжалась более века: лишь после Славной революции 1688 г. пресвитерианская модель окончательно утвердилась в Шотландии, а впоследствии была перенята и пресвитерианскими церквями Англии, Ирландии, США и других стран.